# Alexandre bis
Alexandre bis  ( "Alejandro dos veces"  en español,  'Dvakrát Alexandr'  en checo) es una ópera cómica surrealista en un acto con música de Bohuslav Martinů, (H. 255), compuesta en 1937 sobre un libreto escrito en francés por André Wurmser.  Se estrenó el 18 de febrero de 1964 en Mannheim. 

## Historia
Martinů, que entonces vivía en París, pretendía que la ópera se estrenase en la Exposición Internacional de 1937. Sin embargo, varios retrasos, incluido el estallido de la Segunda Guerra Mundial, impidieron que se representara en vida del compositor.
La primera representación de la ópera se dio en el Teatro de Ópera de Mannheim el 18 de febrero de 1964, donde fue dirigida por Georg Calder. Poco tiempo después se representó en la Checoslovaquia nativa de Martinů por la Ópera Janáček de Brno. 
La ópera se subtitula "La tragedia de un hombre que hizo que le cortaran la barba", y el libreto surrealista se ambienta en el París de alrededor del año 1900. Aunque Martinů había pedido a Wurmser un libreto que incluyera un gato cantante, él cedió ante la sugerencia de Wurmser de un retrato cantante, que actúa como narrador de un cuento de infidelidad burguesa.

## Grabación
Una grabación de la obra fue lanzada por Supraphon en 1994, dirigida por František Jílek.